# Daimonin
Daimonin je open source online MMORPG pod GNU GPL licencí. Hra má 2D izometrickou grafiku, krátký tutoriál, malé město Stoneglow s chrámem, bankou, magickými apartmany na ukládání věcí, vězení a samozřejmě společenství bojovníků, které ti dává ze začátku úkoly. Poté, co postava trochu posílí může jít hlouběji do podzemí, které je o něco větší než venkovní svět. Ve hře se střídá den a noc, nejsou zde profese, ale několik dovedností, které si zlepšujete takže můžete být buď bojovník, mág, kněz nebo lučištník.
Celá hra je zatím betaverze, ale na další verzi se pracuje, průběžně jsou přidávány další oblasti. Herní klient i server fungují v operačních systémech Windows i Linux a jsou naprogramovány v jazyku C. Editor map je naprogramován v Javě.